# 스투지스
스투지스(The Stooges)는 1967년 미시간주 앤아버에서 가수 이기 팝, 기타리스트 론 애시턴, 드러머 스콧 애시턴, 베이시스트 데이브 알렉산더가 결성한 미국의 록 밴드이다. 처음에는 원시적인 스타일의 로큰롤을 연주했던 이 밴드는 원래의 화신에서 음반을 거의 팔지 못했고, 종종 이기 팝의 자해 행위와 관련된 대립적인 공연으로 명성을 얻었다.

## 음악 스타일
스투지스는 펑크 록, 얼터너티브 록, 헤비 메탈, 록 음악 전반의 발전에 중요한 역할을 하는 중요한 프로토 펑크 공연으로 널리 알려져 있다. 노이즈 록이 음악 장르로 명명되기 전 몇 년 동안 스투지스는 같은 맥락에서 노이즈와 펑크 록을 결합했다.

## 음반 목록
- The Stooges (1969)
- Fun House (1970)
- Raw Power (1973)
- The Weirdness (2007)
- Ready to Die (2013)